# Девід Гант
Девід Гант  (англ. David Hunt; нар. 22 травня 1934) — британський яхтсмен, олімпійський медаліст.

## Виступи на Олімпіадах
| Олімпіада     | Дисципліна   | Місце |
| ------------- | ------------ | ----- |
| Мюнхен 1972   | клас Темпест | 2     |
| Монреаль 1976 | клас Темпест | 14    |